# Dilan Zúñiga
Dilan Patricio Zúñiga Espinoza (* 26. Juli 1996 in Santiago) ist ein ehemaliger chilenischer Fußballspieler. Der Außenverteidiger wurde auf Vereinsebene ein Mal chilenischer Meister.

## Karriere
Dilan Zúñiga begann seine Karriere 2012 beim CSD Colo-Colo, bei dem er bereits in der Jugend gespielt hatte und zu Beginn seiner Profilaufbahn in der B-Mannschaft in der Segunda División eingesetzt wurde. Im Juli 2013 debütierte er für die erste Mannschaft in der Copa Chile und im Januar 2014 in der Primera División. In seiner Debütsaison wurde er Meister der Clausura 2013/14. Bei Colo-Colo bekam er nur wenig Einsatzzeit und wechselte Mitte 2016 auf Leihbasis und Mitte 2017 fest zu Everton. Dort entwickelte er sich zu einer festen Größe des Teams. 2019 wurde er an den mexikanischen Verein Club León verliehen, bestritt jedoch nur drei Spiele und kehrte zu Everton zurück. Zur Saison 2022 unterschrieb er bei Coquimbo Unido und wechselte nach einem Jahr zum CD Palestino.

## Erfolge
Colo-Colo
- Primera División: 2013/14-C